# Boquerón (Cuba)
Boquerón, también denominado como Mártires de la Frontera, es una localidad cubana, ubicada dentro del municipio de Caimanera, en la provincia de Guantánamo. Se encuentra cerca de la frontera de facto con Estados Unidos, mediante la Base Naval de la Bahía de Guantánamo.

## Historia
La localidad fue fundada en 1903 y se desarrolló urbanísticamente desde la década de 1970.

## Geografía
Boquerón, ubicado en la costa oriental de la bahía de Guantánamo, es el asentamiento cubano más cercano a la Base Naval de la Bahía de Guantánamo. La Puerta del Noreste, ubicada a 4 km de ella, es el único punto de cruce fronterizo entre la República de Cuba y los Estados Unidos. Boquerón es, junto con la localidad de Caimanera, un pueblo cerrado de libre tránsito, pues se necesita un permiso especial del gobierno para visitarla.
Boquerón se encuentra frente a 3 islotes: Cayo Piedra, Cayo Ramón y Cayo Redondo. Se encuentra a 12 km de Caimanera y 28 km de Guantánamo.

## Transporte
El pueblo es la terminal sur de una línea de ferrocarril menor desde Guantánamo y cuenta con un pequeño puerto. Está unida a la Carretera Central (11 km) por una carretera llamada "Carretera a Boquerón". El aeropuerto más cercano, el "Mariana Grajales" de Guantánamo, se encuentra a 28 km al norte.